# Françoise Dorléac
Françoise Dorléac (21. března 1942, Paříž, Francie – 26. června 1967, Nice, Francie) byla francouzská filmová herečka.
Byla sestrou Catherine Deneuvové.

## Příčina smrti
Zemřela při autonehodě, když nezvládla ve vypůjčeném vozu Renault 10 řízení a narazila do dopravní značky. Následně se auto převrátilo na střechu a vzplanulo. Svědci popisovali její marnou snahu uniknout z hořícího vozu. Celá událost se odehrála asi 10 km od Nice (na konci dálnice Autoroutes Esterel-Côte-d'Azur), kam spěchala na letiště. Policie její ohořelé tělo identifikovala podle šekové knížky, diáře a řidičského průkazu.

## Filmografie
- 1963 Hebká kůže (La Peau douce) (François Truffaut)
- 1964 Honba na muže (La Chasse à l'homme) (Édouard Molinaro)
- 1964 Muž z Ria (L'Homme de Rio) (Philippe de Broca)
- 1966 Slepá ulička (Cul-de-sac) (Roman Polanski)
- 1966 Čingischán (Genghis Khan) (Henry Levin)
- 1967 Slečinky z Rochefortu (Les Demoiselles de Rochefort) (Jacques Demy)
- 1967 Mozek za miliardu dolarů (Billion Dollar Brain) (Ken Russell)